# Siempreviva (película)
Siempreviva es una película colombiana producida por CMO Producciones, estrenada en 2015 y basada en la obra teatral de Miguel Torres, que narra la lucha de una familia por encontrar a su hija menor, desaparecida durante la Toma del Palacio de Justicia en 1985 en Colombia.
Está basada en hechos reales como la desaparición de la joven estudiante Cristina del Pilar Guarín, en la mañana del 6 de noviembre de 1985, en Bogotá.
En 2016 ganó cuatro Premios Macondo, entregados por la Academia Colombiana de Artes y Ciencias Cinematográficas.

## Sinopsis
La economía no va bien para los miembros de la familia y en pocos meses Lucía, la mamá, podría perder su casa, pues está hipotecada con uno de sus inquilinos (Carlos), el cual es dueño de una compra-venta que funciona dentro de la misma casa. Además, la morada es habitada por los dos hijos de Lucía (Humberto y Julieta) y la pareja compuesta por Vicky y Sergio, quien es payaso de día y camarero ocasional en las noches. Julieta, la hija menor, se convierte en la esperanza de la familia, ya que acaba de graduarse de la escuela de Derecho. Ulteriormente, y bajo la presión de las deudas económicas, acepta un trabajo temporal como cajera en la cafetería del Palacio de Justicia, a pesar de la oposición de su mamá. Finalmente, la vida transcurre así hasta que la mañana del 6 de noviembre de 1985, Julieta va rumbo a su trabajo y queda atrapada en la toma realizada por la guerrilla del M-19. Surgen testigos que afirman haberla visto con vida después de que el palacio se incendiara durante la retoma realizada por el ejército. Después de estos sucesos, los habitantes de la casa no serán los mismos.
Película ganadora en los Premios Macondo 2016.

## Reparto
- Laura Ramos es Victoria.
- Andrés Parra es Sergio.
- Andrea Gómez es Julieta del Pilar Torres García.
- Laura García es Lucia.
- Alejandro Aguilar es Humberto.
- Fernando Arévalo es Dr. Espitia
- Enrique Carriazo es Carlos.